# Niels Lergaard
Niels Lergaard, född den 10 februari 1893 i Vorup nära Randers, död den 27 juli 1982 i Herlev, var en dansk målare.

## Biografi
Efter sin utbildning som målare på Kunstakademiet 1917-1920, tillbringade Lergaard några år i Norge, där han blev intresserad av norskt landskapsmåleri. Han var professor vid Kunstakademiet åren 1959–1964.
År 1928 flyttade han till den pittoreska ön Bornholm där hans målningar uppvisar den noggranna konstruktion som präglar hans arbete, till exempel i hans landskap av Gudhjem. Han målade havet, med en hög horisont, kusten, figurer med exakt konstruerade silhuetter, eller Bornholms branta klippor, men han blev aldrig en del av den traditionella Bornholmsskolan. Tillsammans med Erik Hoppe och Jens Søndergaard är han en representant för en kraftigt verkande naturpoesi.
De mörka färgerna han använde på 1930-talet ersattes successivt av en ljusare palett. Han arbetade för att skapa nya uttrycksmöjligheter från oljefärger och på så sätt ytterligare understryka den lysande kraften och djupet i bildplanet. Således visar hans landskap en djupt symbolisk, transcendental kraft.

## Utmärkelser
Under sin karriär tilldelades Lergaard
- Eckersbergmedaljen 1937,
- Thorvaldsenmedaljen 1965.